# Eurobowl 2001
Navigation
Édition précédente Édition suivante
L'Eurobowl 2001 est la 15e édition de l'Eurobowl.
Elle sacre les Italiens des Lions de Bergame.

## Clubs de l'édition 2001
| Équipe                     | Nationalité |
| -------------------------- | ----------- |
| Raiders du Tyrol           | Autriche    |
| Vikings de Vienne          | Autriche    |
| Dracs de Badalona          | Espagne     |
| Flash de La Courneuve      | France      |
| Lions de Bergame           | Italie      |
| Dolphins d'Ancône          | Italie      |
| Giants de Bolzano          | Italie      |
| Oslo Vikings               | Norvège     |
| London O's                 | Royaume-Uni |
| Mean Machines de Stockholm | Suède       |
| Saint-Gallen Vipers        | Suisse      |

## Les éliminatoires

### Matches
| Date     | Home          | Score   | Away          |
| -------- | ------------- | ------- | ------------- |
| 11 mars  | Giants        | 12 - 20 | Dolphins      |
| 25 mars  | Dolphins      | 14 - 21 | Vienne        |
| 25 mars  | Lions         | 35 - 0  | Raiders       |
| 8 avril  | Raiders       | 6 - 22  | Vipers        |
| 8 avril  | Vienne        | 28 - 12 | Giants        |
| 15 avril | O's           | 0 - 22  | Flash         |
| 15 avril | Oslo          | Annulé  | Mean Machines |
| 22 avril | Mean Machines | Annulé  | Oslo          |
| 22 avril | Vienne        | 49 - 7  | Dolphins      |
| 22 avril | Vipers        | 12 - 45 | Raiders       |
| 28 avril | Flash         | 42 - 13 | O's           |
| 28 avril | Vipers        | 14 - 55 | Lions         |
| 5 mai    | Dolphins      | 21 - 12 | Giants        |
| 6 mai    | Lions         | 49 - 0  | Vipers        |
| 12 mai   | Raiders       | 34 - 35 | Lions         |
| 13 mai   | Giants        | 13- 54  | Vienne        |

### Classements
| Qualifié en quarts de finale |

| Club              | Vic. | Nuls | Déf. | Pts | Pts pour | Pts contre |
| ----------------- | ---- | ---- | ---- | --- | -------- | ---------- |
| Vikings de Vienne | 4    | 0    | 0    | 8   | 152      | 46         |
| Dolphins d'Ancône | 2    | 0    | 2    | 4   | 62       | 94         |
| Giants de Bolzano | 0    | 0    | 4    | 0   | 49       | 123        |

| Club                | Vic. | Nuls | Déf. | Pts | Pts pour | Pts contre |
| ------------------- | ---- | ---- | ---- | --- | -------- | ---------- |
| Lions de Bergame    | 4    | 0    | 0    | 8   | 174      | 48         |
| Raiders du Tyrol    | 1    | 0    | 3    | 2   | 85       | 104        |
| Saint-Gallen Vipers | 1    | 0    | 3    | 2   | 48       | 155        |

| Club                  | Vic. | Nuls | Déf. | Pts | Pts pour | Pts contre |
| --------------------- | ---- | ---- | ---- | --- | -------- | ---------- |
| Flash de La Courneuve | 2    | 0    | 0    | 4   | 64       | 13         |
| London O's            | 0    | 0    | 2    | 0   | 13       | 64         |

| Club                       | Vic. | Nuls | Déf. | Pts | Pts pour | Pts contre |
| -------------------------- | ---- | ---- | ---- | --- | -------- | ---------- |
| Mean Machines de Stockholm | 0    | 0    | 0    | 0   | 0        | 0          |
| Oslo Vikings               | 0    | 0    | 0    | 0   | 0        | 0          |

## Play-offs

### Quarts de finale
| Date        | Home                  | Score   | Away                       |
| ----------- | --------------------- | ------- | -------------------------- |
| 20 mai 2001 | Dracs de Badalona     | 52 - 72 | Mean Machines de Stockholm |
| 20 mai 2001 | Flash de La Courneuve | 62 - 0  | Saint-Gallen Vipers        |
| 27 mai 2001 | Lions de Bergame      | 34 - 14 | Dolphins d'Ancône          |
| 27 mai 2001 | Vikings de Vienne     | 34 - 33 | Raiders du Tyrol           |

### Demi-finales
| Date         | Home                  | Score   | Away                       |
| ------------ | --------------------- | ------- | -------------------------- |
| 16 juin 2001 | Flash de La Courneuve | 12 - 28 | Lions de Bergame           |
| 17 juin 2001 | Vikings de Vienne     | 23 - 14 | Mean Machines de Stockholm |

### Finale
| Date                     | Vainqueur        | Score | Perdant           |
| ------------------------ | ---------------- | ----- | ----------------- |
| 8 juillet 2001, à Vienne | Lions de Bergame | 28-11 | Vikings de Vienne |

## Source
- (fr)